# نادي الوثبة لكرة السلة
نادي الوثبة لكرة السلة هو نادي كرة سلة سوري من مدينة حمص، يعتبر واحد من أفضل 6 أندية كرة سلة في سوريا.